# باشگاه فوتبال کراما یودا تیگا برلیان
کراما یودا تیگا برلیان یا کی‌تی‌بی پالمبانگ یک باشگاه فوتبال اندونزیایی نیمه حرفه‌ای از پالمبانگ، سوماترای جنوبی بود. این باشگاه متعلق به شعبه پالمبانگ کراما یودا تیگا برلیان موتورز، توزیع کننده محلی خودروهای میتسوبیشی موتورز و میتسوبیشی فوسو بود.

## افتخارات
- گالاتاما
  - قهرمانی: ۱۹۸۵، ۸۷–۱۹۸۶[۳]
  - نایب قهرمانی: ۱۹۹۰
- پیالا لیگا
  - قهرمانی: ۱۹۸۷، ۱۹۸۸، ۱۹۸۹[۴]
- جام باشگاه‌های آسیا
  - مقام سومی: ۸۶–۱۹۸۵
- جام قهرمانان آسه‌آن
  - نایب قهرمانی: ۱۹۸۵[۵]